# Campeonato Mundial de Balonmano Femenino Juvenil de 2012
El Campeonato Mundial de Balonmano Femenino Juvenil de 2012 se celebró en Montenegro entre el 16 de agosto y el 26 de agosto de 2012 bajo la organización de la Federación Internacional de Balonmano (IHF).
Un total de 20 países competirán por el título de campeón mundial junior. Las 20 selecciones nacionales se dividirán en 4 grupos de 6 equipos, los 4 mejores de cada grupo pasaran a la fase de octavos de final en eliminatoria directa hasta la final.

## Grupos
| Grupo A      | Grupo B                         | Grupo C         | Grupo D  |
| ------------ | ------------------------------- | --------------- | -------- |
| Suecia       | Rumania                         | Dinamarca       | Noruega  |
| Croacia      | República Democrática del Congo | Francia         | Brasil   |
| Países Bajos | Montenegro                      | Uruguay         | Angola   |
| Paraguay     | Kazajistán                      | República Checa | Japón    |
| Hungría      | Rusia                           | Corea del Sur   | Portugal |

## Grupo A
| Equipo       | J | G | E | P | GF  | GC  | DG  | PTS |
| ------------ | - | - | - | - | --- | --- | --- | --- |
| Hungría      | 4 | 3 | 1 | 0 | 119 | 72  | 47  | 7   |
| Suecia       | 4 | 3 | 0 | 1 | 101 | 91  | 10  | 6   |
| Países Bajos | 4 | 1 | 2 | 1 | 108 | 99  | 9   | 4   |
| Croacia      | 4 | 1 | 1 | 2 | 115 | 114 | 1   | 3   |
| Paraguay     | 4 | 0 | 0 | 4 | 64  | 131 | -67 | 0   |

- Resultados

| Fecha | Hora² | Partido¹     | Partido¹ | Partido¹     | Resultado |
| ----- | ----- | ------------ | -------- | ------------ | --------- |
| 16.08 | 13:45 | Suecia       | -        | Croacia      | 30-29     |
| 16.08 | 16:00 | Países Bajos | -        | Paraguay     | 33-17     |
| 17.08 | 13:45 | Hungría      | -        | Croacia      | 38-24     |
| 17.08 | 16:00 | Paraguay     | -        | Suecia       | 19-29     |
| 18.08 | 18:15 | Países Bajos | -        | Hungría      | 24-24     |
| 19.08 | 13:45 | Suecia       | -        | Países Bajos | 29-22     |
| 19.08 | 16:00 | Croacia      | -        | Paraguay     | 33-17     |
| 20.08 | 18:15 | Paraguay     | -        | Hungría      | 11-36     |
| 21.08 | 13:45 | Hungría      | -        | Suecia       | 21-13     |
| 21.08 | 16:00 | Croacia      | -        | Países Bajos | 29-29     |

## Grupo B
| Equipo                          | J | G | E | P | GF  | GC  | DG  | PTS |
| ------------------------------- | - | - | - | - | --- | --- | --- | --- |
| Rusia                           | 4 | 4 | 0 | 0 | 152 | 89  | 63  | 8   |
| Rumania                         | 4 | 3 | 0 | 1 | 132 | 95  | 37  | 6   |
| Montenegro                      | 4 | 2 | 0 | 2 | 113 | 89  | 24  | 4   |
| Kazajistán                      | 4 | 0 | 1 | 3 | 91  | 139 | -48 | 1   |
| República Democrática del Congo | 4 | 0 | 1 | 3 | 81  | 133 | -52 | 1   |

- Resultados

| Fecha | Hora² | Partido¹                        | Partido¹ | Partido¹                        | Resultado |
| ----- | ----- | ------------------------------- | -------- | ------------------------------- | --------- |
| 16.08 | 18:00 | Rumania                         | -        | República Democrática del Congo | 39-14     |
| 16.08 | 20:30 | Montenegro                      | -        | Kazajistán                      | 35-25     |
| 17.08 | 18:15 | Rusia                           | -        | República Democrática del Congo | 40-16     |
| 17.08 | 20:30 | Kazajistán                      | -        | Rumania                         | 22-41     |
| 18.08 | 20:30 | Montenegro                      | -        | Rusia                           | 29-39     |
| 19.08 | 18:15 | República Democrática del Congo | -        | Kazajistán                      | 27-27     |
| 19.08 | 20:30 | Rumania                         | -        | Montenegro                      | 25-22     |
| 20.08 | 16:00 | Kazajistán                      | -        | Rusia                           | 17-36     |
| 21.08 | 18:15 | Rusia                           | -        | Rumania                         | 37-27     |
| 21.08 | 20:30 | República Democrática del Congo | -        | Montenegro                      | 24-27     |

## Grupo C
| Equipo          | J | G | E | P | GF  | GC  | DG  | PTS |
| --------------- | - | - | - | - | --- | --- | --- | --- |
| Dinamarca       | 4 | 3 | 1 | 0 | 125 | 83  | 42  | 7   |
| Francia         | 4 | 3 | 1 | 0 | 131 | 99  | 32  | 7   |
| Corea del Sur   | 4 | 2 | 0 | 2 | 122 | 127 | -5  | 4   |
| República Checa | 4 | 0 | 1 | 3 | 83  | 110 | -27 | 1   |
| Uruguay         | 4 | 0 | 1 | 3 | 97  | 139 | -42 | 1   |

- Resultados

| Fecha | Hora² | Partido¹        | Partido¹ | Partido¹        | Resultado |
| ----- | ----- | --------------- | -------- | --------------- | --------- |
| 16.08 | 18:15 | Francia         | -        | Uruguay         | 38-21     |
| 16.08 | 20:30 | Corea del Sur   | -        | República Checa | 28-23     |
| 17.08 | 18:15 | Dinamarca       | -        | Uruguay         | 29-13     |
| 17.08 | 20:30 | República Checa | -        | Francia         | 18-26     |
| 18.08 | 20:30 | Corea del Sur   | -        | Dinamarca       | 21-33     |
| 19.08 | 18:15 | Francia         | -        | Corea del Sur   | 34-27     |
| 19.08 | 20:30 | Uruguay         | -        | República Checa | 26-26     |
| 20.08 | 20:30 | República Checa | -        | Dinamarca       | 16-30     |
| 21.08 | 18:15 | Dinamarca       | -        | Francia         | 33-33     |
| 21.08 | 20:30 | Uruguay         | -        | Corea del Sur   | 37-46     |

## Grupo D
| Equipo   | J | G | E | P | GF  | GC  | DG  | PTS |
| -------- | - | - | - | - | --- | --- | --- | --- |
| Noruega  | 4 | 4 | 0 | 0 | 146 | 75  | 71  | 8   |
| Japón    | 4 | 3 | 0 | 1 | 117 | 111 | 6   | 6   |
| Brasil   | 4 | 2 | 0 | 2 | 91  | 111 | -20 | 4   |
| Angola   | 4 | 1 | 0 | 3 | 92  | 124 | -32 | 2   |
| Portugal | 4 | 0 | 0 | 4 | 106 | 131 | -25 | 0   |

- Resultados

| Fecha | Hora² | Partido¹ | Partido¹ | Partido¹ | Resultado |
| ----- | ----- | -------- | -------- | -------- | --------- |
| 16.08 | 13:45 | Brasil   | -        | Japón    | 26-29     |
| 16.08 | 16:00 | Angola   | -        | Portugal | 30-29     |
| 17.08 | 13:45 | Noruega  | -        | Japón    | 34-21     |
| 17.08 | 16:00 | Portugal | -        | Brasil   | 25-27     |
| 18.08 | 18:15 | Angola   | -        | Noruega  | 14-37     |
| 19.08 | 13:45 | Brasil   | -        | Angola   | 24-23     |
| 19.08 | 16:00 | Japón    | -        | Portugal | 33-26     |
| 20.08 | 18:15 | Portugal | -        | Noruega  | 26-41     |
| 21.08 | 13:45 | Noruega  | -        | Brasil   | 34-14     |
| 21.08 | 16:00 | Japón    | -        | Angola   | 34-25     |

### 17 al 20 Puesto
| Fecha | Hora² | Partido¹ | Partido¹ | Partido¹                        | Resultado |
| ----- | ----- | -------- | -------- | ------------------------------- | --------- |
| 23.08 | 11:45 | Paraguay | -        | República Democrática del Congo | 14-17     |
| 23.08 | 14:30 | Uruguay  | -        | Portugal                        | 31-29     |

### 19 Puesto
| Fecha | Hora² | Partido¹ | Partido¹ | Partido¹ | Resultado |
| ----- | ----- | -------- | -------- | -------- | --------- |
| 23.08 | 11:45 | Paraguay | -        | Portugal | 16-26     |

### 17 Puesto
| Fecha | Hora² | Partido¹                        | Partido¹ | Partido¹ | Resultado |
| ----- | ----- | ------------------------------- | -------- | -------- | --------- |
| 23.08 | 11:45 | República Democrática del Congo | -        | Uruguay  | 26-32     |

### 13 al 16 Puesto
| Fecha | Hora² | Partido¹        | Partido¹ | Partido¹   | Resultado |
| ----- | ----- | --------------- | -------- | ---------- | --------- |
| 23.08 | 11:45 | Croacia         | -        | Kazajistán | 46-23     |
| 23.08 | 14:30 | República Checa | -        | Angola     | 27-20     |

### 15 Puesto
| Fecha | Hora² | Partido¹ | Partido¹ | Partido¹   | Resultado |
| ----- | ----- | -------- | -------- | ---------- | --------- |
| 23.08 | 11:45 | Angola   | -        | Kazajistán | 35-30     |

### 13 Puesto
| Fecha | Hora² | Partido¹ | Partido¹ | Partido¹        | Resultado |
| ----- | ----- | -------- | -------- | --------------- | --------- |
| 23.08 | 11:45 | Croacia  | -        | República Checa | 23-26     |

### 9 al 12 Puesto
| Fecha | Hora² | Partido¹      | Partido¹ | Partido¹   | Resultado |
| ----- | ----- | ------------- | -------- | ---------- | --------- |
| 23.08 | 11:45 | Países Bajos  | -        | Montenegro | 32-27     |
| 23.08 | 14:30 | Corea del Sur | -        | Brasil     | 29-26     |

### 11 Puesto
| Fecha | Hora² | Partido¹   | Partido¹ | Partido¹ | Resultado |
| ----- | ----- | ---------- | -------- | -------- | --------- |
| 23.08 | 11:45 | Montenegro | -        | Brasil   | 29-28     |

### 9 Puesto
| Fecha | Hora² | Partido¹     | Partido¹ | Partido¹      | Resultado |
| ----- | ----- | ------------ | -------- | ------------- | --------- |
| 23.08 | 11:45 | Países Bajos | -        | Corea del Sur | 32-33     |

### 8 al 5 Puesto
| Fecha | Hora² | Partido¹ | Partido¹ | Partido¹ | Resultado |
| ----- | ----- | -------- | -------- | -------- | --------- |
| 23.08 | 11:45 | Hungría  | -        | Japón    | 30-25     |
| 23.08 | 14:30 | Suecia   | -        | Francia  | 24-22     |

### 7 Puesto
| Fecha | Hora² | Partido¹ | Partido¹ | Partido¹ | Resultado |
| ----- | ----- | -------- | -------- | -------- | --------- |
| 23.08 | 11:45 | Japón    | -        | Francia  | 26-28     |

### 5 Puesto
| Fecha | Hora² | Partido¹ | Partido¹ | Partido¹ | Resultado |
| ----- | ----- | -------- | -------- | -------- | --------- |
| 23.08 | 11:45 | Hungría  | -        | Suecia   | 31-25     |

### Segunda ronda
|  | Cuartos de final         | Cuartos de final         |                          |         | Semifinales  | Semifinales  |  |  | Final                    | Final |
|  |                          |                          |                          |         |              |              |  |  |                          |       |
|  | Montenegro, 23 de agosto |                          |                          |         |              |              |  |  |                          |       |
|  |                          |                          |                          |         |              |              |  |  |                          |       |
|  | Hungría                  | 28                       |                          |         |              |              |  |  |                          |       |
|  | Hungría                  | 28                       | Montenegro, 25 de agosto |         |              |              |  |  |                          |       |
|  | Rumania                  | 33                       |                          |         |              |              |  |  |                          |       |
|  | Rumania                  | 33                       | Rumania                  | 28      |              |              |  |  |                          |       |
|  | Montenegro, 23 de agosto |                          | Rumania                  | 28      |              |              |  |  |                          |       |
|  |                          | Dinamarca                | 39                       |         |              |              |  |  |                          |       |
|  | Japón                    | Dinamarca                | 39                       | 25      |              |              |  |  |                          |       |
|  | Japón                    |                          | Montenegro, 27 de agosto | 25      |              |              |  |  |                          |       |
|  | Dinamarca                | 31                       |                          |         |              |              |  |  |                          |       |
|  | Dinamarca                | 31                       | Dinamarca                | 27      |              |              |  |  |                          |       |
|  | Montenegro, 23 de agosto |                          | Dinamarca                | 27      |              |              |  |  |                          |       |
|  |                          | Rusia                    | 26                       |         |              |              |  |  |                          |       |
|  | Rusia                    | Rusia                    | 26                       | 31      |              |              |  |  |                          |       |
|  | Rusia                    | Montenegro, 25 de agosto |                          | 31      |              |              |  |  |                          |       |
|  | Suecia                   | 30                       |                          |         |              |              |  |  |                          |       |
|  | Suecia                   | 30                       | Rusia                    | 33      | Tercer lugar | Tercer lugar |  |  |                          |       |
|  | Montenegro, 23 de agosto |                          | Rusia                    | 33      |              |              |  |  |                          |       |
|  |                          | Noruega                  | 27                       |         |              |              |  |  |                          |       |
|  | Francia                  | Noruega                  | 27                       | 19      | Noruega      | 36           |  |  |                          |       |
|  | Francia                  |                          |                          | 19      | Noruega      | 36           |  |  |                          |       |
|  | Noruega                  | 32                       |                          | Rumania | 30           |              |  |  |                          |       |
|  | Noruega                  | 32                       |                          |         | 30           |              |  |  |                          |       |
|  |                          |                          |                          |         |              |              |  |  | Montenegro, 27 de agosto |       |
|  |                          |                          |                          |         |              |              |  |  |                          |       |

### Cuartos de final
| Fecha | Hora² | Partido¹ | Partido¹ | Partido¹  | Resultado |
| ----- | ----- | -------- | -------- | --------- | --------- |
| 23.08 | 11:45 | Hungría  | -        | Rumania   | 23-25     |
| 23.08 | 14:30 | Japón    | -        | Dinamarca | 25-31     |
| 23.08 | 17:15 | Rusia    | -        | Suecia    | 31-30     |
| 23.08 | 20:00 | Francia  | -        | Noruega   | 19-32     |

## Semifinales
| Fecha | Hora² | Partido¹ | Partido¹ | Partido¹  | Resultado |
| ----- | ----- | -------- | -------- | --------- | --------- |
| 25.08 | 11:45 | Rumania  | -        | Dinamarca | 28-39     |
| 25.08 | 14:30 | Rusia    | -        | Noruega   | 33-27     |

## Tercer Puesto
| Fecha | Hora² | Partido¹ | Partido¹ | Partido¹ | Resultado |
| ----- | ----- | -------- | -------- | -------- | --------- |
| 25.08 | 11:45 | Rumania  | -        | Noruega  | 30-36     |

## Final
| Fecha | Hora² | Partido¹  | Partido¹ | Partido¹ | Resultado |
| ----- | ----- | --------- | -------- | -------- | --------- |
| 25.08 | 11:45 | Dinamarca | -        | Rusia    | 27-26     |

### Clasificación general
| 1. Dinamarca            |
| 2. Rusia                |
| 3. Noruega              |
| 4. Rumania              |
| 5. Hungría              |
| 6. Suecia               |
| 7. Francia              |
| 8. Japón                |
| 9. Corea del Sur        |
| 10. Países Bajos        |
| 11. Montenegro          |
| 12. Brasil              |
| 13. República Checa     |
| 14. Croacia             |
| 15. Angola              |
| 16. Kazajistán          |
| 17. Uruguay             |
| 18. República del Congo |
| 19. Portugal            |
| 20. Paraguay            |

- Datos: Q4627319